# NGC 3920
NGC 3920 је спирална галаксија у сазвежђу Лав која се налази на NGC листи објеката дубоког неба.
Деклинација објекта је + 24° 56' 19" а ректасцензија 11h 49m 22,1s. Привидна величина (магнитуда) објекта NGC 3920 износи 13,3 а фотографска магнитуда 14,1. NGC 3920 је још познат и под ознакама UGC 6795, MCG 4-28-56, CGCG 127-61, PGC 36926.